# Económetro

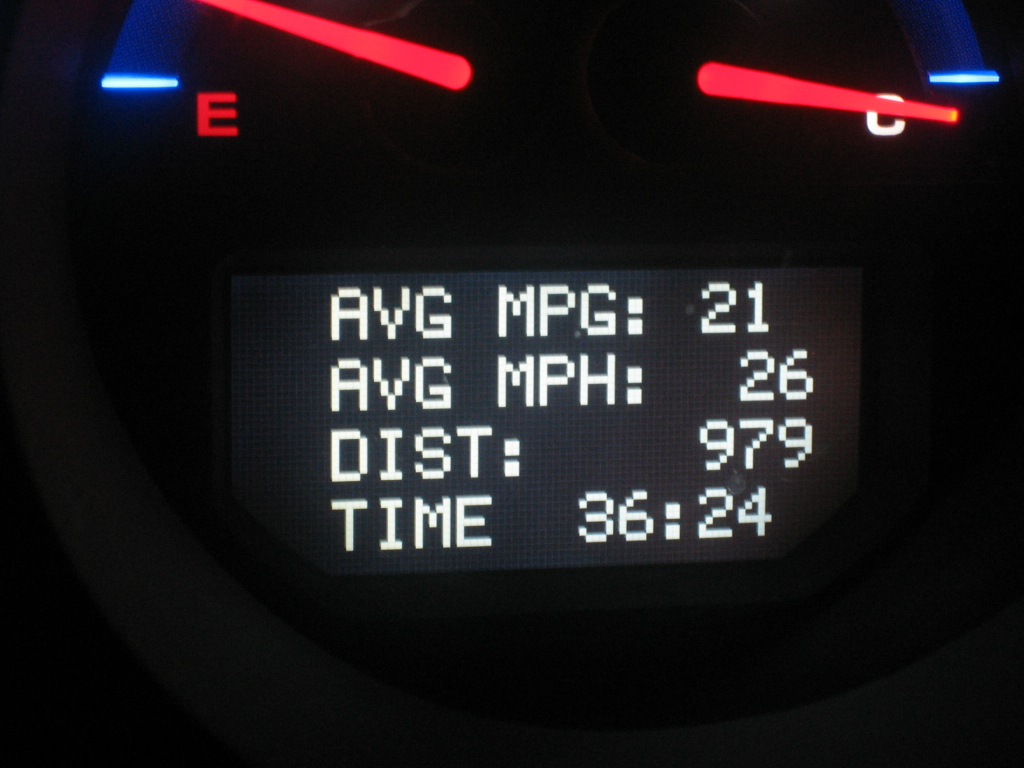
Computadora a bordo con funciones de econometría: gasto de gasolina e información de consumos.

Un económetro es un indicador del consumo de combustible de un vehículo. El consumo instantáneo no es un valor demasiado útil para mejorar la conducción económica, por eso se suelen mostrar otras medidas, como consumo en los últimos 100 o 1000 metros o desde que se ha encendido el motor, también según el tiempo transcurrido (útil en ciudad y con atascos).
Muchas veces el económetro forma parte de las funciones del ordenador de a bordo.

## Datos sobre consumo
- Un motor VW TDI de 150 CV puede tener un consumo instantáneo de 50 L/100 km
- Cuando el motor está frío puede consumir unos 22 L/100 km
- Un Honda Civic con motor VTEC[2] de 160 CV puede gastar unos 35 L/100 km de media en conducción deportiva, aunque en uso moderado gaste unos 7 L/100 km.